# Hartmut Maurer
Hartmut Maurer (Estugarda, 6 de março de 1931 - 6 de janeiro de 2024) foi um jurista alemão que tinha como principal área de atuação o Direito Administrativo.
Foi considerado um dos três principais nomes do Direito Administrativo alemão, ao lado de Otto Mayer e Otto Bachof.

## Principais obras
- Elementos de Direito Administrativo Alemão (2001) - Compilação de textos de diversas palestras proferidas no Brasil traduzidas para o português por Luís Afonso Heck (Fabris, 2001).

- Allgemeines Verwaltungsrecht (2006) - Traduzido para o português por Luís Afonso Heck sob o título de “Direito Administrativo Geral” (Manole, 2006).

- Contributos para o Direito do Estado (2007) - Compilação de diversos artigos traduzidos para o português por Luís Afonso Heck (Livraria do Advogado, 2007).